# وحید اسداللهی
وحید اسداللهی نوازنده و موسیقی‌دان اهل ایران است.

## زندگی‌نامه
وحید اسداللهی در ۱۳۳۹ از پدر و مادری اردبیلی، در تهران زاده شد. او در ۱۱ سالگی از برادرش قاوال نوازی را فراگرفت. پس از آن نزد هوشنگ زیوه نواختن ناقارا را آغاز کرد. در ۱۶ سالگی و از سال ۱۳۵۵ با علی سلیمی نوازندهٔ برجسته تار آشنا شد و چند سال به عنوان نوازندهٔ ناقارا او را همراهی کرد. وی در ۲۹ سالگی به به جمهوری آذربایجان رفت و تحت تعلیم الماس قلی‌اف تکنیک‌های ممتاز نوازندگی را آموخت. او از سال ۱۳۷۷ در باکو نزد صفرعلی جاوید کار با ارکستر را تجربه کرد. وحید اسدالهی با ارکسترهای موسیقی در جمهوری آذربایجان همکاری داشته و به عنوان نخستین تکنواز خارجی ناقارا در ارکستر فیلارمونیک باکو عضویت دارد. وی برنامه‌های متعددی را در کشورهای مختلف نظیر: کانادا، آمریکا، فرانسه، آلمان و ایتالیا اجرا کرده است. رحمان اسداللهی برادر بزرگتر وی و از نوازندگان ساز قارمان است. وحید اسداللهی تا کنون ۲ بار موفق به کسب مقام اول در جشنواره موسیقی فجر شده است. برخی از او به عنوان «پدر ناقارا ایران» یاد می‌کنند. 

## مصاحبه منتشر شده در مرکز دایرةالمعارف بزرگ اسلامی
وی در مصاحبه ای از عدم توجه به موسیقی آذری در موسیقی ایران انتقاد نموده است و اذعان می‌دارد که «در سازمان صدا و سیما، هنرمندان موسیقی آذری به مدت یک ساعت اجرای برنامه داشتند که اغلب اوقات برنامه‌های استاد مصطفی پایان و استاد صفرعلی جاوید روی آنتن رادیو پخش می‌شد که به جهت آنکه زمان بیشتری به برنامه گلها اختصاص یابد برنامه‌های ایشان را قطع کردند.» عدم توجه به موسیقی آذری، ناشی از غفلت و انگیزه‌های شخصی اساتید موسیقی ایرانی است که رغبتی به ورود این نوع موسیقی به موسیقی ایرانی ندارند در حالی‌که موسیقی کردی با همت کامکارها و شهرام ناظری به عنوان موسیقی اقوام به موسیقی ایران معرفی گردید. او تاریخ تشکیل ارکستر آذربایجانی را به تاریخ ۱۳۳۲ و توسط صفرعلی جاوید معرفی می‌کند.
- او می‌گوید:

من از همان ابتدا به نواختن ناقاره پرداختم پدر و مادر من اردبیلی هستند و مادر علاقه بسیاری به موسیقی داشت. برادرم رحمان اسداللهی به‌صورت حرفه‌ای دایره می‌نواخت و من دایره را از ایشان آموختم و بعد به نوازندگی گارمون پرداختم و آرام آرام به ناقارا نوازی روی آوردم و ۱۳ سال این کار را انجام دادم و بعد از آن نزد استاد علی سلیمی ارکستر نوازی را آموختم. بعد از آن با استاد الماس قلی‌اف یکی از بزرگان موسیقی آذربایجان آشنا شدم و مدتی نزد ایشان تلمذ کردم و ناقارا نوازی من نزدیک به سبک موسیقی جمهوری آذربایجان است اما امروز می‌توانم بگویم سبک خاص وحید اسداللهی را دارم که شناسنامه کار من است.

## اعطاء نشان درجه یک هنری
به پاس یک عمر فعالیت هنری و تأثیرگذار در موسیقی آذربایجانی، در خرداد ۱۴۰۱ از طرف وزارت فرهنگ و ارشاد اسلامی، نشان درجه یک هنری شورای ارزشیابی هنرمندان، نویسندگان و شاعران کشور در رشته نوازندگی نقاره به وی اعطاء گردید.

## فعالیت‌های هنری
از جمله فعالیت‌های هنری وحید اسداللهی به موارد زیر می‌توان اشاره نمود:
همکاری با صدا و سیما (از ۱۳۵۶)، عضویت در هیئت داوران جشنواره موسیقی نواحی (کرمان ـ ۱۳۸۰)، سرپرستی ارکستر موسیقی آذربایجانی صداوسیما (از ۱۳۸۵)، سولیست ارکستر فیلارمونیک باکو، برگزیده هجدهمین جشنواره تولیدات رادیویی و تلویزیونی مراکز استان‌ها (آهنگسازی و تنطیم برتر بخش موسیقی - آهنگ ساری گلین)

## آثار
از جمله آثار وحید اسداللهی به موارد زیر می‌توان اشاره نمود:
- نوازنده آلبوم موسیقی «آی بنیظ»
- نوازنده آلبوم موسیقی «بنفشه»
- نوازنده آلبوم موسیقی «ریما»
- نوازنده آلبوم موسیقی «دوگاه»
- نوازنده آلبوم موسیقی «دست افشان»
- نوازنده آلبوم موسیقی «ماهور هندی»
- نوازنده آلبوم موسیقی «گؤروش (دیدار)»
- نوازنده آلبوم موسیقی «وصال»
- نوازنده آلبوم موسیقی «رنگ‌های آذربایجان»
- نوازنده آلبوم موسیقی «ریتم‌های آذربایجان»
- نوازنده آلبوم موسیقی «رقص‌های آذربایجان»
- نوازنده آلبوم موسیقی «مونس»
- نوازنده آلبوم موسیقی «ضرب آذر»
- نوازنده آلبوم موسیقی «نغمه‌های آذربایجان ایران (خاطره‌های آذری)۱»
- نوازنده آلبوم موسیقی «نغمه‌های آذربایجان ایران (خاطره‌های آذری)۲»
- نوازنده آلبوم موسیقی «ردیف‌های موسیقی آذربایجان (شور) ۱»
- نوازنده آلبوم موسیقی «ردیف‌های موسیقی آذربایجان (شوشتر) ۲»
- نوازنده آلبوم موسیقی «ردیف‌های موسیقی آذربایجان (چهارگاه) ۳»
- نوازنده آلبوم موسیقی «ردیف‌های موسیقی آذربایجان (ماهور) ۴»
- نوازنده آلبوم موسیقی «ردیف‌های موسیقی آذربایجانی (راست پنجگاه) ۵»
- نوازنده آلبوم موسیقی «ردیف‌های موسیقی آذربایجانی (بیات شیراز، سه گاه زابل، یئتیم سه گاهی) ۶»
- نوازنده آلبوم موسیقی «رقص‌های قدیمی آذربایجان»[۸]
- نوازنده آلبوم موسیقی «ائلین» با رهبری پرفسور «نریمان عظیملی» و همراهی ارکستر بزرگ رادیو تلویزیون باکو[۹]
- نوازنده آلبوم موسیقی «اُوزون دَرَه»[۱۰]
- نوازنده آلبوم موسیقی «ساری‌گلین»[۱۱]